# 내 노래를 들어라
내 노래를 들어라(Hear My Song)는 영국에서 제작된 피터 첼섬 감독의 1991년 영화이다. 브라이언 플래너건 등이 주연으로 출연하였고 앨리슨 오웬 등이 제작에 참여하였다. 1993 BAFTA상에서 Best Original Screenplay 부문에서 지명되었다.

## 출연

### 주연
- 네드 비티
- 브라이언 플래너건
- 콘스탄스 코리
- 마리 뮬렌

### 조연
- 필 켈리
- 진 브랑쉬플라워
- 아드리안 던버
- 타라 피츠제랄드

## 제작진
- 미술: 캐롤라인 하나냐
- 의상: 린디 헤밍
- Ass-PD: 데이비드 브라운
- 배역: 제인 프리스비